# Высокая стена
«Высокая стена» (англ. High Wall) — фильм нуар режиссёра Кёртиса Бернхардта, вышедший на экраны в 1947 году.
Фильм рассказывает о вернувшемся домой ветеране Второй мировой войны Стивене Кенете (Роберт Тейлор), который после очередного провала в памяти сознаётся в том, что задушил свою жену. Он оказывается в психиатрической лечебнице, где под наблюдением женщины-психиатра (Одри Тоттер) ему делают нейрохирургическую операцию, а затем проводят лечение наркосинтезом, чтобы восстановить в памяти события, которые привели к смерти жены. «После попытки шантажа и нескольких медикаментозно вызванных флэшбеков, правда об убийстве жены постепенно раскрывается», и становится известно, что «жена Кенета была военной невестой, алчной материалисткой и не особенно хорошей матерью, и что у неё был роман с её работодателем». «Потребуется немало жестоких сюжетных поворотов, прежде чем доктор и пациент объединятся для безумного побега из больницы и смело выступят против преступника (Герберт Маршалл) в его логове, где, под аналогичной инъекцией лекарства, тот сознается, что убил его жену».
Фильм стал первой работой для «Метро-Голдвин-Майер» режиссёра Кёртиса Бернхардта и сценариста и продюсера Роберта Лорда. Этот фильм также стал последней работой сценариста Лестера Коула перед его осуждением Комиссией Конгресса США по расследованию антиамериканской деятельности.

## Сюжет
Главный редактор издательства религиозной литературы «Брэттл Пресс» элегантный Уиллард И. Уиткомб (Герберт Маршалл) выходит из бара и возвращается в свой офис. Секретарша Уиткомба сообщает ему, что его ассистентка Хелен Кенет (Дороти Патрик) поехала к нему домой, чтобы забрать рукопись, и вряд ли сегодня вернётся на работу, так как после двухлетней командировки вернулся её муж, и секретарша дала ему адрес квартиры Уиткомба.
В машине на полной скорости несётся Стивен Кенет (Роберт Тейлор), рядом с ним на сиденье находится обмякшее и безжизненное тело его молодой красивой жены Хелен. Услышав звук полицейской сирены, Стивен в отчаянии вылетает на машине с дороги в неглубокую реку, вероятно, пытаясь покончить с собой. Сразу после аварии полиция задерживает его и быстро устанавливает, что Хелен погибла не в результате в аварии, а была задушена. Подозрение в убийстве падает на Стивена, который якобы убил жену, а затем устроил аварию, чтобы выдать убийство за несчастный случай. В полиции Стивен сознаётся в убийстве жены, однако не помнит никаких подробностей случившегося. Выясняется, что во время Второй мировой войны он был пилотом бомбардировщика и награждён боевыми наградами, а после войны два года прослужил в гражданской авиации в Бирме, зарабатывая деньги для семьи. Так как Стивен страдает провалами в памяти, вызванными ранениями, полученными на войне, его направляют на психиатрическую экспертизу в местную больницу.
При оформлении в психиатрической больнице выясняется, что у Стивена есть 6-летний сын Ричард, который живёт с бабушкой. На консилиуме врачи, среди них привлекательная и деловая Энн Лоррисон (Одри Тоттер), изучая рентгеновский снимок головы Стивена, замечают сгусток крови в лобной части, который, как они заключают, может вызывать психологические и физические изменения, включая головные боли, резкие перепады настроения и временную потерю памяти. Для излечение Стивена требуется нейрохирургическое вмешательство, однако Стивен, которому уже делали две такие операции ранее, отказывается дать согласие на ещё одну операцию, и его помещают на содержание в психиатрическую больницу.
Помощник окружного прокурора Дэвид Уоллес (Джон Риджли) считает, что Стивен отказывается от операции, так как его нынешний статус пациента психиатрической больницы освобождает его от судебной ответственности, а в случае излечения он предстанет перед судом по обвинению в убийстве. Энн говорит, что если сам пациент отказывается от операции, то согласие можно получить у его матери. Энн и Уоллес направляются в дом Стивена к его матери, обнаруживая её мёртвой на полу в гостиной. На втором этаже дома они находят одинокого Ричарда в шоковом состоянии. У матери Стивена, как вскоре выясняется, было слабое сердце, и она умерла, узнав о гибели невестки и последующего обвинения сына в убийстве.
Энн забирает Ричарда к себе домой и оформляет над ним временное опекунство. Однако при встрече со Стивеном Энн заявляет ему, что Ричарда направят в сиротский приют. Стивен между тем мечтал дать сыну хорошее воспитание и образование и во многом ради этого зарабатывал деньги в Бирме. Однако, до тех пор, пока он будет считаться невменяемым и находиться в психиатрической больнице, Ричард не сможет воспользоваться своими деньгами и направить сына в хорошую школу-интернат. Как объясняет ему Энн, единственный способ восстановить право распоряжения своими средствами — это излечиться от болезни с помощью операции. Кроме того, как объясняет Энн, операция является единственным путём для Стивена вернуться к нормальной жизни. В противном случае он будет обречён провести остаток своих дней в психиатрической больнице. Стивен даёт согласие на операцию, которая в целом проходит успешно, однако ему не удаётся восстановить в памяти то, что произошло в ночь убийства Хелен. Врачи проводят со Стивеном последние тесты, готовя его к появлению в суде.
Тем временем Генри Кроннер (Винс Барнетт), лифтёр дома, в котором живёт Уиткомб, даёт тому понять, что располагает информацией о том, кто убил Хелен, требуя денег за своё молчание. Уиткомб сначала делает вид, что не понимает, о чём идёт речь, но затем соглашается оплатить Кроннеру лечение его артрита и переезд во Флориду. Между тем, при очередной встрече, когда Кроннер, стоя на стуле, чинит лифтовой механизм, Уиткомб цепляет ручкой зонта за ножку стула, в результате чего Кроннер падает в шахту лифта и разбивается насмерть.
Смерть Кроннера наводит Стивена на мысль, что, возможно, это не он убил свою жену, и подталкивает его к тому, чтобы выяснить обстоятельства смерти Хелен. По рекомендации Энн Стивен соглашается пройти сеанс наркосинтеза. Под воздействием сыворотки правды Стивен начинает вспоминать, что его брак с Хелен был военным романом, и он толком так и не успел узнать её как человека, только позднее поняв, что её волновала не столько счастье семьи, сколько материальное богатство и личный комфорт. Именно под её давлением Стивен после войны был вынужден отказаться от низкооплачиваемой преподавательской работы в университете, о которой так мечтал, и ради высокой зарплаты отправиться на неприятную работу в Бирму. Однако в его отсутствие Хелен не стала заниматься домом и сыном, а устроилась на работу к Уиткомбу. Далее он вспоминает, как вернувшись из Бирмы, он направился к жене на работу, а оттуда поехал на квартиру к Уиткомбу по полученному в офисе адресу. Дверь в квартиру Уиткомба ему открыла Хелен, которая была там одна, и держалась как у себя дома. Сразу поняв, что у Хелен роман с Уиткомбом, в порыве ревности, Стивен набросился на Хелен и начал её душить, однако упал, и с этого момента в его сознании наступила полная тьма. Когда он пришёл в сознание, то обнаружил Хелен уже мёртвой в своей машине.
На этом Стивен заканчивает воспоминание и как будто начинает засыпать, после чего Энн оставляет его и направляется домой. Однако, сев в свой автомобиль, она с удивлением обнаруживает там Стивена, который спрятался на заднем сиденье. Он заставляет её ехать на квартиру Уиткомба, чтобы восстановить в памяти все подробности того, что происходило в ночь убийства. Зайдя в квартиру, Стивен расставляет все вещи точно так, как это было в тот вечер, обращая внимание, что из квартиры пропал чемодан с личными вещами Хелен, значит, Уиткомб тайно выбросил его уже после визита Стивена. Они уходят из квартиры, оставив всё в таком в виде, как это было в ночь убийства, что, по мнению Стивена, должно заставить Уиткомба запаниковать. Действительно, увидев обстановку в квартире, Уиткомб предполагает, что Стивен вспомнил обстоятельства того дня. В панике редактор связывается с туристической компанией и заказывает билет в Мексику, намереваясь сбежать. Однако вскоре ему звонит владелец издательства, предлагая должность вице-президента и члена совета директоров, после чего Уиткомб меняет свои планы. На следующий день Уиткомб приезжает к Стивену в больницу, и во время беседы начинает того провоцировать, говоря, что это он убил и Хелен, и Кроннера, который видел, как Уиткомб зашёл в дом после ухода Стивена, а затем вынес оттуда чемодан с вещами Хелен. Стивен приходит в ярость и набрасывается на Уиткомба, на что тот и рассчитывал. Санитары скручивают Стивена и помещают в одиночную палату. Однако, используя свои доверительные отношения с Энн, Стивену удаётся сбежать из палаты, прихватив ключи от её автомобиля. Полиция начинает облаву на него по всему городу, однако Стивен обманывает полицейских, направившись сначала ложным маршрутом к границе штата, а затем сменив автомобиль.
В конце концов, Стивен добирается до дома Уиткомба, который окружён полицией. Около дома он замечает Энн, и, обманув полицию, вместе с ней проникает в дом. В этот момент поступает ошибочная информация, что Стивен задержан на границе штата, и полиция снимает охрану с квартиры Уиткомба. После ухода полицейских, Стивен и Энн заходят в его квартиру, и пока Стивен держит его, Энн вводит ему сыворотку правды. В присутствии полиции Уиткомб сознаётся, что убил Хелен, которая угрожала разрушить его карьеру, если он на ней не женится. Полиция отпускает Стивена, и он возвращается домой, куда Энн приводит Ричарда. Стивен и Энн смотрят на мальчика и обнимаются, мечтая о совместной жизни.

## В ролях
- Роберт Тейлор — Стивен Кенет
- Одри Тоттер — доктор Энн Лоррисон
- Герберт Маршалл — Уиллард И. Уиткомб
- Дороти Патрик — Хелен Кеннет
- Х. Б. Уорнер — мистер Слокам
- Уорнер Андерсон — доктор Джордж Поуард
- Морони Олсен — доктор Филипп Данлэп
- Джон Риджли — Дэвид Оллес
- Винс Барнетт — Генри Кроннер
- Моррис Анкрум — доктор Стэнли Гриффин
- Чарльз Арнт — Сидни Хэкл, адвокат Стивена
- Джонатан Хейл — Эмори Гаррисон

В титрах не указаны
- Дик Уэссел — Джим Хейл
- Ирвинг Бейкон — владелец АЗС
- Хэнк Уорден — посетитель закусочной

## Создатели фильма и исполнители главных ролей
Режиссёр Кёртис Бернхардт родился и начал творческую карьеру в Германии, прежде чем бежать от нацистов сначала во Францию, а затем и в США, где в 1940-50-е годы поставил более 20 фильмов, среди них наиболее известны мелодрамы «Украденная жизнь» (1946), «Моя репутация» (1946), «Оплата по требованию» (1951) и «Голубая вуаль» (1951). К числу нуаровых работ Бернхарда относятся «Одержимая» (1947) с Джоан Кроуфорд и два фильма с Хамфри Богартом — «Конфликт» (1945) и «Сирокко» (1951). Сценарий фильма написали Сидни Бём и Лестер Коул. Бём, наверное, более всего известен как автор сценария фильма нуар Фритца Ланга «Большая жара» (1953), а также многих других нуаров, включая «Переулок» (1950), «Загадочная улица» (1950), «Станция Юнион» (1950), «Полицейский-мошенник» (1954) и «Жестокая суббота» (1955). Коул написал сценарии таких фильмов, как «Дом о семи фронтонах» (1940), «Среди живущих» (1941), «Шаги в темноте» (1941), «Кровь на солнце» (1945) и «Цель – Бирма» (1945).
Роберт Тейлор проработал на студии «Метро-Голдвин-Майер» «больше всех звёзд (феноменальные 25 лет, 1934—1959), наслаждаясь долгой и разнообразной карьерой». Как отмечает Тул, «в начале своей карьеры студия позиционировала Тейлора как красивого исполнителя главных ролей, внешность которого эксплуатировалась в романтических ролях и костюмированных драмах в паре с таких динамичными актрисами, как Айрин Данн („Великолепная страсть“, 1935), Грета Гарбо („Камилла“, 1937) и Вивьен Ли („Мост Ватерлоо“, 1940). Хотя эти фильмы помогли ему стать главной кассовой звездой, критики отвергали его как просто очередное красивое личико, которому не хватало глубины для чего-либо иного». Тул продолжает: «Так продолжалось вплоть до начала 1940-х годов, когда Тейлор перешёл на более жесткие, более зрелые роли, в частности, в фильме „Джонни Игер“ (1942), где он сыграл отрицательного и вместе с тем привлекательного гангстера, или „Батаан“ (1943), где он сыграл отважного военного сержанта, который героически погибает со своим сверкающим автоматом, или „Подводное течение“ (1946), где он сыграл мужа Кэтрин Хэпбёрн и возможного убийцу». Позднее Тейлор сыграл в таких фильмах нуар, как «Подкуп» (1949), «Полицейский-мошенник» (1954) и «Девушка с вечеринки» (1958). Ветеран фильма нуар Одри Тоттер сыграла в 13 фильмах жанра, наиболее значимые среди которых «Почтальон всегда звонит дважды» (1946), «Вне подозрений» (1947), «Леди в озере» (1947), «Подстава» (1949), «Псевдоним Ник Бил» (1949), «Напряжённость» (1949).
Как пишет Брофи, «Герберт Маршалл был английским характерным актёром и рабочей лошадкой на сцене и на экране, среди его многочисленных картин „Письмо“ (1940) Уильяма Уайлера с Бетт Дейвис и „Ангельское лицо“ (1952) Отто Премингера в качестве отца по-настоящему проблемной дочери, которую играет Джин Симмонс». Маршалл также снялся в таких значимых фильмах, как «Неприятности в раю» (1932) Любича, «Иностранный корреспондент» (1940) Хитчкока, «Маленькие лисички» (1941) Уайлера, «Луна и грош» (1942) и «На краю лезвия» (1946) Гулдинга, а также в фильмах нуар «Айви» (1947) и «Криминальная история» (1950).

## Комиссия по расследованию антиамериканской деятельности
Тул отметил, что «одним из знаменательных моментов в отношении этого фильма» стало то, что он оказался «тревожным образом связан с охотой на ведьм в Голливуде, которая была развёрнута Комиссией по расследованию антиамериканской деятельности Конгресса США в конце 1940-х и начале 1950-х годов». Как указано на сайте Американского института кино, «фильм стал последним сценарием, который Лестер Коул написал перед тем, как в ноябре 1947 года он был вызван на слушания Комиссии для дачи показаний по подозрению в коммунистическом внедрении в киноиндустрию». Тул пишет, что «Коул был одним из знаменитой „Голливудской десятки“, группы сценаристов и режиссёров, которые отказались давать показания, когда были вызваны на слушания Комиссии относительно их возможного участия в коммунистической деятельности». Коул действительно был «убеждённым коммунистом и членом-основателем левой Гильдии сценаристов, и на него указали как на подрывного сценариста. Однако, на основании первой поправки он отказался давать показания, за что, в конце концов, был обвинён в неуважении к Конгрессу и приговорён к году тюремного заключения», а также внесён в чёрные списки. Американский институт кино отмечает, что «этот фильм стал последним упоминанием Коула в титрах под его настоящим именем, он позднее писал сценарии под псевдонимами». Брофи добавляет, что «на протяжении большей части 1950-х годов Коул был безработным, хотя позднее написал сценарий (под псевдонимом) для очень успешного фильма „Рождённая свободной“ (1966).
В отличие от Коула, „Роберт Тейлор был убеждённым республиканцем, и вместе со своей тогдашней женой Барбарой Стенвик был членом Киноальянса за сохранение американских идеалов“, который был создан в целях противодействия распространению коммунистических идей в киноиндустрии. 22 октября 1947 года Тейлор дал показания на заседании Комиссии по расследовании антиамериканской деятельности, где „дал ясно понять, что коммунизм просочился в киноиндустрию, главным образом через сценаристов“, и заявил, „что за ними надо тщательно следить“. Когда Тейлора попросили назвать кого-либо из коммунистов среди голливудских сценаристов, он назвал Лестера Коула».

## Оценка фильма критикой

### Общая оценка фильма
После выхода фильма на экраны критики дали ему в целом позитивные отклики. В частности, журнал Variety пришёл к заключению, что «фильм набирает высокий балл как одна из сильных работ цикла психо-мелодрамы. Разворачиваясь достоверно и с почти клиническим вниманием к деталям, фильм интересен, энергичен и эффективен на всём протяжении». Газета «Нью-Йорк таймс» отметила, что «как чистая мелодрама с использованием современной психотерапии, „Высокая стена“ ожидаемо полна ужасов, патологически болезненных и циничных в социальном смысле».
Современный историк фильма нуар Спенсер Селби назвал эту картину «стильным, нуаровым триллером, характерным для конца 1940-х годов», а Брофи описал его как «малоизвестную нуаровую мелодраму, которая… доставляет истинное наслаждение», и как «нуар высокого качества, который определённо заслуживает того, чтобы его смотреть». Критик отметил, что «как и столь многие нуары 1946-47 годов, „Большая стена“ показывает мир, который пришёл в расстройство, в котором предательство и недоверие стали обычным делом». Батлер считает, что «это хороший фильм нуар, который выигрывает от отличной актёрской игры любимчика женщин Роберта Тейлора», а Майкл Ф. Кини назвал его «напряжённым психологическим триллером с отличной игрой Тейлора в качестве психически нездорового подозреваемого в убийстве, а многоопытная в жанре нуар Тоттер доставляет наслаждение в роли чопорного психиатра, интерес которой к своему пациенту, кажется, выходит за рамки профессионального».
Критически воспринявший фильм Деннис Шварц назвал его «вялой и болтливой психологической мелодрамой, которая украшена чёрно-белым нуаровым визуальным рядом, искусно выполненным оператором Полом Фогелем». По мнению Шварца, «самый главный недостаток фильма заключается в том, что он так и не становится убедительным как детектив, а в качестве романтической истории смотрится скорее как голливудская фантазия, чем как что-то реальное». Недостоверности фильму добавляет то, что «сыворотка правды слишком легко принимается как средство установления правды», и что «операция на мозге может столь легко излечить героя от его психического расстройства».

### Стилистические особенности фильма
Как отмечает современный историк жанра фильм нуар Алан Силвер, «Бернхардт, похоже, был увлечён триллерами с психологическими обертонами», о чём наряду с этим фильмом также свидетельствуют его французский фильм «Перекрёсток» (1938), а также фильмы нуар «Конфликт» (1945) и «Одержимая» (1947). По словам Силвера, «прямолинейный сюжет этой в общем обычной мелодрамы украшен нуаровой мизансценой, поддержанной отличной операторской работой Фогеля и высоким качеством студийного производства „Метро-Голдвин-Майер“. А повествование от лица главного героя и образы одиноких машин на тёмных, мокрых от дождя улицах усиливают положенный в основу истории романтизм отношений главного героя с его психотерапевтом и обеспечивают объективную корреляцию с его личным отчаянием». Тул отметил, что «фильм снят в классической традиции фильма нуар». По его словам, «Бернхардт придаёт ему сильное чувство стиля, дополненное мокрыми от дождя улицами, клаустрофобическими квартирами, бурными водоворотами флэшбеков и беспокойными субъективными кадрами, которые подчёркивают хаотичную и часто мрачную атмосферу фильма». По словам Брофи, фильм «включает многие типично нуаровые темы», среди них «вернувшийся ветеран Второй мировой войны, испытывающий проблемы приспособления к послевоенной гражданской жизни, неверная жена, психическое заболевание, убийство и детали полицейского расследования, а также двуличие уважаемых членов общества, которые внешне кажутся честными гражданами, но на самом деле коррумпированы и преступны». Кроме того, «богатая, глубокая чернота, которая охватывает фильм — восхитительна как визуально, так и метафорически». И хотя «Производственный кодекс требовал, чтобы зло было наказано, доминирующая атмосфера фильма создаёт представление о мире как о мрачном, не сулящем ничего хорошего месте, полном циничных и коррумпированных лицемеров, в котором несколько честных человек сталкиваются с непреодолимыми ставками в стремлении выжить».

### Сравнение с другими фильмами нуар
В своей рецензии на фильм газета «Нью-Йорк таймс» обратила внимание на то, что в последние годы «ни одно Рождество не обходится без появления как минимум одного хорошего психо-невротического» триллера, подобного этому, «действие которого происходит к больнице для сумасшедших во всеми его радостями», к которому в данном случае добавляется «парочка сочных убийств и несколько болтливых душевнобольных». Эндрю Спайсер и Тим Брофи отмечают, что тематически и сюжетно фильм напоминает фильм нуар «Синий георгин» (1946) с Аланом Лэддом в главной роли, в котором «вернувшийся с фронта солдат-герой обвиняется в убийстве своей неверной жены». Брофи продолжает: «Как и „Синий георгин“, фильм показывает мир, который смердит разложением, и где каждый имеет свою цену». Далее сравнивая два фильма, Брофи пишет: «Тейлор как актёр лучше Лэдда, режиссура и операторская работа также лучше, чем в „Георгине“… Оба фильма — хорошие нуары, но мне кажется, что „Высокая стена“ немного лучше». Критики также отмечали, что «Высокая стена» «была попыткой „Метро-Голдвин-Майер“ продублировать успех Бернхарда, которого тот добился со сходным материалом на „Уорнер бразерс“, поставив фильм „Одержимая“ (1947), в котором Джоан Кроуфорд сыграла шизофреничку, которая совершает убийство и не помнит об этом». Среди других фильмов нуар, сюжет которых в той или иной степени построен вокруг провала в памяти у героя, можно также назвать «Перекрёсток» (1942), «Заворожённый» (1945), «Где-то в ночи» (1946), «Чёрный ангел» (1946), «Крайний срок — на рассвете» (1946), «Страх в ночи» (1947), «Удар» (1949) и многие другие. Кроме того, Тул написал, что босс «Метро-Голдвин-Майер» «Луис Б. Майер увидев, как бывший исполнитель романтических ролей Рэй Милланд смог убедительно сыграть алкоголика в состоянии запоя в мрачном фильме Билли Уайлдера «Потерянный уикэнд» (1945), решил, что и такой любимец женщин, как Роберт Тейлор сможет сыграть психически нездорового ветерана войны». Тул также отметил, что хотя «Высокая стена» — это фильм не того же уровня, что фильм Уайлдера, тем не менее, Тейлор выдаёт впечатляющую игру, чему во многом помогает выдающаяся игра всего актёрского ансамбля».

### Оценка работы режиссёра и творческой группы
Журнал Variety отметил умелое руководство работой над фильмом «Роберта Лорда, который придал мелодраматическому сюжету качественный продюсерский блеск». Батлер обратил внимание «на некоторые проблемы со сценарием, в частности, слишком много совпадений и опору на сыворотку правды, которая кажется уловкой для разрешения ситуаций. Но если отбросить эти ограниченности, фильм срабатывает хорошо». В частности, «Берхардт осуществляет постановку уверенной рукой и стремиться к максимальной атмосфере и напряжённости, чему помогает великолепная тёмная, тёмная, тёмная съёмка Пола Фогеля, рисующая перспективу из теней и показывающая залитые дождём улицы, что оказывает чрезвычайно сильное воздействие».
По словам Брофи, «фильм грамотно поставлен Кёртисом Бернхардтом, ещё одним немецким режиссёром, который бежал от нацистского преследования, чтобы обогатить голливудский канон немецким киномастерством». Однако, «подлинная причина смотреть этот фильм – это глубокая богатая чернота операторской работы. Каждая мизансцена кажется тщательно выстроенной и любовно снятой Полом Фогелем, который в том же году был оператором «Леди в озере». Среди других нуаровых работ Фогеля – «Место преступления» (1949), «Чёрная рука» (1950) и «Наберите 1119» (1950)» .

### Оценка актёрской игры
Критика высоко оценила игру всех актёров в главных ролях, особенно, игру Роберта Тейлора. Как написал в своей рецензии журнал Variety: «Тейлор добивается успеха в этой роли, делая её правдоподобной. Одри Тоттер сильно заявляет о себе в роли врача, в очередной раз показав, что по степени таланта она способна справиться почти с любым характером. Герберт Маршалл точно подходит на роль убийцы, который маскирует свой грех под покровом благочестивого издателя библейских трактатов. Г.Б. Уорнер волнующе создаёт трогательный образ душевнобольного». Газета «Нью-Йорк таймс» отметила, что «наш старый друг Роберт Тейлор показал, что может выглядеть более неистовым и свирепым, чем любой псих, которого мы знаем».
Современный киновед Батлер пишет, что «к этому времени Тейлор уже начал предпринимать попытки исполнять более серьёзные роли, и «Высокая стена» стала одним из его лучших достижений в этом направлении. Этот тип фильма требует сильной центральной роли, которая может крениться из стороны в сторону, и которая должна опираться на крепкого и стойкого исполнителя, способного вынести картину на своих плечах. Тейлор очень хорошо подходит для этого, балансируя на грани, когда требуется, но всегда отходя от края, чтобы удержать фокус фильма». Ему помогает Одри Тоттер, «одна из главных фигур нуара, которая получает здесь редкий шанс сыграть хорошую женщину, а не femme fatale, справляясь со своей задачей более чем достойно». Однако, по мнению Батлера, «ещё лучше чудесный Герберт Маршалл, который дарит экрану поистине запоминающегося злодея, ужасающе умелого в интригах». Тул считает, что для Тейлора роль в этом фильме установила «тональность его лучших работ в дальнейшей карьере – это тональность фильма нуар». С другой стороны, Тоттер, которая всегда была сильна в фильмах нуар, на этот раз исполнила роль «симпатичного психиатра, добившись убедительного сочетания решимости и сострадания», а «учтивый Герберт Маршалл великолепно использует свой поставленный голос и манеры в роли двуличного Уиткомба» . Брофи также отмечает, что «Тоттер, которая не нуждается в рекомендациях для поклонников нуара», в этом фильме сыграла «одну из немногих своих ролей, которая вызывает симпатию, исполнив роль «шикарной женщины с золотым сердцем», а «Маршалл отличен в роли льстивого и лицемерного злодея». Силвер также выделяет игру Маршалла, написав, что он «одинаково искусен и как злодей, и как жертва, придавая неоднозначность своему изображению скучного Уиткомба, сексуальная страсть которого разрушает его желание достичь успеха в самом консервативном из бизнесов, издании религиозной литературы». И далее: «Манера, в которой он убивает Кроннера, свидетеля убийства, является одной из тех вызывающих дрожь нуаровых сцен, в которых убийство сведено к простому жесту рукой. В тот момент, когда Кроннер чинит лифт, Уиткомб между делом цепляет ручкой своего зонта за ножку стула, дёргая за неё и посылая Кроннера в низ в шахту лифта». Шварц также высоко оценил игру Маршалла, который «создаёт образ вкрадчивого злодея, который убил Хелен потому, что скандал разрушит его шансы стать партнёром в издательском доме». С другой стороны, по мнению Шварца, «исполнители главных ролей компетентны, но слишком пресны, чтобы убедить в возможности своего романа, а личное отчаяние Роберта Тейлора скорее похоже на страхи из мыльной оперы, чем из фильма нуар».